# Jessica Plazas
Jessica Plazas (* 26. März 2002) ist eine kolumbianische Tennisspielerin.

## Karriere
Plazas begann im Alter von acht Jahren mit dem Tennisspielen und spielte bisher ausschließlich Turniere der ITF Women’s World Tennis Tour, wo sie bislang einen Titel im Doppel gewinnen konnte.
2017 erhielt sie eine Wildcard für die Qualifikation zum Hauptfeld im Dameneinzel der Claro Open Colsanitas, ihrem ersten Turnier auf der WTA Tour. Sie scheiterte aber bereits in der ersten Runde an Jil Teichmann mit 0:6 und 2:6.
2018 erhielt sie abermals eine Wildcard für die Qualifikation zum Hauptfeld im Dameneinzel der Claro Open Colsanitas, wo sie Daniela Seguel mit 3:6 und 3:6 unterlag. Zusammen mit Partnerin Camila Osorio erhielt sie eine Wildcard für das Hauptfeld im Damendoppel, wo die beiden aber ebenfalls bereits in der ersten Runde gegen Magda Linette und Sara Sorribes Tormo mit 1:6 und 1:6 verloren.
2019 erhielt sie nochmals eine Wildcard für die Qualifikation zum Hauptfeld im Dameneinzel der Claro Open Colsanitas, konnte aber auch diese nicht verwerten und scheiterte bereits in der ersten Runde gegen Irina Bara mit 2:6 und 0:6.
2021 erhielt sie zusammen mit Partnerin Antonia Samudio eine Wildcard für das Hauptfeld im Damendoppel der Copa Colsanitas. Die beiden unterlagen in der ersten Runde Jana Sisikowa und Wang Yafan mit 3:6 und 2:6.

## Turniersiege

### Doppel
| Nr. | Datum              | Turnier      | Kategorie | Belag | Partnerin                  | Finalgegnerinnen                | Ergebnis  |
| --- | ------------------ | ------------ | --------- | ----- | -------------------------- | ------------------------------- | --------- |
| 1.  | 14. September 2019 | Buenos Aires | ITF W15   | Sand  | María Paulina Pérez García | Eugenia Ganga Raphaëlle Lacasse | 7:68, 6:4 |